# Saint-François-Longchamp
Saint-François-Longchamp là một xã thuộc tỉnh Savoie trong vùng Auvergne-Rhône-Alpes ở đông nam nước Pháp.